# Artaban III
Pour les articles homonymes, voir Artaban.
Artaban III, incorrectement appelé Artaban IV dans l'historiographie ancienne, est un roi des Parthes de la dynastie arsacide ayant régné d'environ 80 à 90 ap. J.-C.

## Biographie
Artaban est un roi parthe d'origine inconnue. Certains, par la ressemblance de leur type monétaire, y voient un fils d'Artaban II, le fondateur de la lignée arsacide de Médie. Son règne est contemporain de ceux de ses rivaux Vologèse II et de Pacorus II, avec lesquels il semble avoir partagé un temps le royaume.
Il semble qu'Artaban ait d'abord eu le dessus en Mésopotamie, où il frappe quelques tétradrachmes en 80/81. Il soutient ensuite un certain Terentius Maximus, marchand natif d'Asie Mineure qui prétendait être l'empereur Néron. Artaban III est cependant soumis en Mésopotamie par Pacorus II vers le mois de septembre 81.